# Kuma
Kuma (ros. Кума) – rzeka w Rosji, płynie we wschodniej części Kaukazu Północnego. Jej długość wynosi około 800 km, a powierzchnia dorzecza – 33,5 tys. km².
Jej źródła znajdują się w Kaukazie na wysokości ponad 2000 m n.p.m. Płynie w kierunku wschodnim. Na Nizinie Nadkaspijskiej rzeka stopniowo zanika w piaskach, niekiedy uchodzi bezpośrednio do Morza Kaspijskiego. Jej najważniejszy dopływ do Podkumok. Wody rzeki Kuma wykorzystywane są do nawadniania, m.in. poprzez Kanał Terek-Kuma.
Ważniejsze miasta nad Kumą: Mineralne Wody, Zielenokumsk, Budionnowsk, Nieftiekumsk.
Dolny bieg Kumy uznawany jest za umowną granicę między Europą a Azją.